# Orkut Buyukkokten
Orkut Büyükkökten (né le 6 février 1975) est un ingénieur de logiciels turc qui a développé les services de réseautage social Club Nexus, inCircle et Orkut. Orkut Büyükkökten est un ancien chef de produit chez Google.

## Biographie
Originaire de Konya, en Turquie, Büyükkökten obtint un baccalauréat universitaire en sciences en ingénierie informatique et en sciences de l'information à l'université de Bilkent à Ankara. Il a reçu à la fois une maîtrise universitaire et un doctor en sciences informatiques à l'université de Stanford. Ses travaux de recherche à l'université de Stanford sont axés sur la recherche sur le Web et sur l'utilisation efficace des PDA.
Il a construit et travaillé sur les communautés en ligne depuis 2000. Il a présenté son premier réseau social, nommé Club Nexus, à l'université de Stanford à l'automne 2001 : il s'agissait du premier réseau social spécifique aux universités. Ce réseau social avait pour but de permettre la mise en réseau et de répondre aux besoins de communication de la communauté Internet de Stanford. Les élèves pouvait utiliser le Club Nexus pour envoyer des e-mails et des invitations, chatter, créer des événements, acheter et vendre des produits d'occasion, chercher et rencontrer des étudiants partageant des centres d'intérêt similaires, afficher leurs œuvres d'art ou publier des colonnes éditoriales. Quelques mois après son lancement, le Club Nexus comptait plus de 2 000 étudiants de premier cycle.
Plus tard, Büyükkökten présente un réseau social pour anciens élèves, appelé inCircle, destiné à l'association des anciens élèves de Stanford, prévu pour une utilisation par des groupes des anciens de l'université.
Après avoir rejoint Google, il a décidé de consacrer 20 % de son temps au développement d'un nouveau réseau social. Il a déclaré : « Mon rêve était de connecter tous les utilisateurs d'Internet, de sorte qu'ils peuvent tisser des liens les uns aux autres, [ce réseau social] peut changer la vie des gens. » Le chef de produit et Marissa Mayer s'inspirèrent de son nom pour lui proposer de nommer son nouveau réseau social "Orkut.com", dont Orkut Büyükkökten est d'ailleurs le propriétaire. Google l'a convaincu, et son service de réseau social a été appelé Orkut.